# NGC 2106
NGC 2106 (również PGC 17975) – galaktyka soczewkowata (SB0), znajdująca się w gwiazdozbiorze Zająca. Odkrył ją John Herschel 21 listopada 1835 roku.